# Sekundær vækst
I botanik er sekundær vækst den vækst, der er resultatet af celledeling i kambium eller laterale vækstpunkter (”meristemer”), og som får stammeer og rødder til at blive tykkere, mens primær vækst er vækst, der opstår som et resultat af celledeling i vækstpunkterne i spidserne af stængler og rødder (”apikale meristemer”), hvilket får dem til at forlænges, og giver anledning til primært væv. Sekundær vækst forekommer hos de fleste frøplanter, men enkimbladede mangler normalt sekundær vækst. Hvis de har sekundær vækst, adskiller det sig fra det typiske mønster for andre frøplanter.
Dannelsen af sekundære vaskulære væv fra kambium er et karakteristisk træk ved tokimbladede og nøgenfrøede (gymnospermer). Hos visse enkimblade øges det vaskulære væv også, efter at den primære vækst er afsluttet, men disse planters kambier er af en anden karakter. Hos de levende sporeplanter er dette træk ekstremt sjældent, kun forekommende hos brasenføde (Isoetes).

## Laterale meristemer
I mange karplanter er sekundær vækst resultatet af aktiviteten af de to laterale meristemer, korkkambium og vaskulært kambium. Som følge af laterale meristemer øger sekundær vækst bredden af plantens rod eller stamme i stedet for dens længde. Så længe de laterale meristemer fortsætter med at producere nye celler, vil stammen eller roden fortsætte med at vokse i diameter. Hos træer producerer denne proces ved, og planten bliver til et træ med en fortykket stamme.
Fordi denne form for vækst normalt sprænger stammens eller røddernes epidermis (overhud), udvikler planter med sekundær vækst normalt også et korkkambium. Korkkambiet giver anledning til fortykkede korkceller der beskytter plantens overflade og reducere vandtab. Hvis denne proces forløber over mange år, kan den give anledning til et lag kork. I tilfælde af korkeg vil det give høstbar kork.

## I ikke-forveddede planter
Sekundær vækst forekommer også i mange ikke-vedagtige planter, f.eks. tomat, kartoffel, knold, gulerod, pælerod og sød kartoffel. Nogle få langlivede blade har også sekundær vækst.

## Unormal sekundær vækst
Unormal sekundær vækst følger ikke mønsteret af et enkelt vaskulært kambium, der producerer xylem til indersiden og phloem (sivæv) til ydersiden som i fortidige karplanter. Nogle tokimbladede har unormal sekundær vækst, f.eks. i Bougainvillea opstår en række kambier uden for det ældste phloem.
Tidlige enkimbladede mistede deres sekundære vækst, og deres stele har ændret sig på en måde, hvor den ikke kunne genoprettes uden større ændringer, der er meget usandsynlige. Enkimblade har enten ingen sekundær vækst, eller de har en "unormal sekundær vækst" af en eller anden type, eller i tilfælde af palmer forstørrer de deres diameter i det, der kaldes en slags sekundær vækst eller ikke afhængig på definitionen af begrebet. Palme træer øger deres stammediameter på grund af deling og forstørrelse af parenchyma celler, som kaldes "primær gigantisme" fordi der er ingen produktion af sekundært xylem- og phloemvæv, eller nogle gange "diffus sekundær vækst". I nogle andre enkimbladede stængler som i Yucca og Dracaena med unormal sekundær vækst dannes et kambium, men det producerer karbundter og parenkym internt og blot parenkym eksternt. Nogle enkimbladede stængler øges i diameter på grund af aktiviteten af et primært fortykkende meristem, som er afledt af apical meristem.